# Eurocup 2023-2024
L'Eurocup 2023-2024 (chiamata 7Days Eurocup per ragioni di sponsorizzazione) è la 22ª edizione del secondo torneo europeo di pallacanestro per club organizzato dall'Euroleague Basketball.

## Format competizione
Partecipano 20 squadre che vengono inserite in due gironi all'italiana da 10 squadre ciascuno. Accedono ai playoff le prime sei squadre classificate di ogni girone, con le prime due classificate che accedono direttamente ai quarti di finale. Le ultime quattro classificate di ciascun girone vengono eliminate. Ottavi, quarti si giocano con gara secca, mentre semifinali e finale alla meglio delle 3 partite.

## Squadre partecipanti
Le squadre partecipanti alla Regular season sono 20.
A questa edizione partecipa anche Gran Canaria, vincitrice della scorsa edizione, che ha rinunciato a partecipare all'EuroLega per motivi economici.
| Club              | Stagione | Città           | Palazzetto                    | Stagione precedente |
| ----------------- | -------- | --------------- | ----------------------------- | ------------------- |
| Amburgo Towers    | dettagli | Amburgo         | Inselparkhalle                | Ottavi di finale    |
| Aquila Trento     | dettagli | Trento          | BLM Group Arena               | Regular season      |
| Aris Salonicco    | dettagli | Salonicco       | Alexandreio Melathron         |                     |
| Ulma              | dettagli | Ulma            | Ratiopharm Arena              | Quarti di finale    |
| Beşiktaş          | dettagli | Istanbul        | BJK Akatlar Arena             |                     |
| Bourg-en-Bresse   | dettagli | Bourg-en-Bresse | Ekinox                        | Ottavi di finale    |
| Budućnost         | dettagli | Podgorica       | Sportski centar Morača        | Ottavi di finale    |
| Cedevita Olimpija | dettagli | Lubiana         | Arena Stožice                 | Regular season      |
| Gran Canaria      | dettagli | Las Palmas      | Gran Canaria Arena            | Campione            |
| Hapoel Tel Aviv   | dettagli | Tel Aviv        | Shlomo Group Arena            | Quarti di finale    |
| Joventut Badalona | dettagli | Badalona        | Pabellón Olímpico de Badalona | Semifinale          |
| London Lions      | dettagli | Londra          | Copper Box                    | Ottavi di finale    |
| Paris             | dettagli | Parigi          | Halle Georges Carpentier      | Quarti di finale    |
| Prometej          | dettagli | Kam"jans'ke     | Arena Riga                    | Semifinale          |
| Reyer Venezia     | dettagli | Venezia         | Palasport Taliercio           | Ottavi di finale    |
| Śląsk Breslavia   | dettagli | Breslavia       | Hala Orbita                   | Regular season      |
| Türk Telekom      | dettagli | Ankara          | Ankara Arena                  | Finale              |
| U Cluj            | dettagli | Cluj-Napoca     | BT Arena                      | Regular season      |
| Wolves            | dettagli | Vilnius         | ASG Arena                     |                     |

## Regular Season
Se due o più squadre al termine ottengono gli stessi punti, vengono classificate in base ai seguenti criteri:
1. Scontri diretti
2. Differenza punti negli scontri diretti
3. Differenza punti generale
4. Punti fatti
5. Somma dei quozienti di punti fatti e punti subiti in ogni partita

### Gruppo A
| Pos | Squadra                | G  | V  | P  | PF   | PS   | DP   | Qualificazione                    |        | PRS     | HTA    | LON    | PMT     | CJB    | BES   | WOL    | URV    | HAM     | COL     |
| --- | ---------------------- | -- | -- | -- | ---- | ---- | ---- | --------------------------------- | ------ | ------- | ------ | ------ | ------- | ------ | ----- | ------ | ------ | ------- | ------- |
| 1   | Paris Basketball       | 18 | 17 | 1  | 1754 | 1401 | +353 | Qualificate ai quarti di finale   |        | —       | 114–87 | 94–77  | 93–72   | 89–82  | 93–72 | 105–78 | 100–70 | 120–91  | 101–95  |
| 2   | Hapoel Shlomo Tel Aviv | 18 | 13 | 5  | 1729 | 1600 | +129 | Qualificate ai quarti di finale   |        | 86–104  | —      | 96–100 | 105–113 | 103–99 | 81–75 | 89–80  | 100–81 | 118–101 | 100–73  |
| 3   | London Lions           | 18 | 12 | 6  | 1608 | 1546 | +62  | Qualificate agli ottavi di finale |        | 102–106 | 90–98  | —      | 89–88   | 80–82  | 93–72 | 80–85  | 76–69  | 81–83   | 101–95  |
| 4   | Prometej               | 18 | 10 | 8  | 1598 | 1574 | +24  | Qualificate agli ottavi di finale |        | 79–96   | 98–89  | 87–99  | —       | 94–80  | 89–70 | 91–64  | 89–82  | 97–77   | 105–100 |
| 5   | Joventut Badalona      | 18 | 10 | 8  | 1517 | 1503 | +14  | Qualificate agli ottavi di finale |        | 94–101  | 85–91  | 76–87  | 79–76   | —      | 62–63 | 107–98 | 89–81  | 108–76  | 83–81   |
| 6   | Beşiktaş Emlakjet      | 18 | 9  | 9  | 1400 | 1428 | −28  | Qualificate agli ottavi di finale |        | 72–95   | 73–94  | 80–83  | 92–70   | 81–85  | —     | 72–59  | 74–68  | 90–78   | 73–66   |
| 7   | Wolves                 | 18 | 8  | 10 | 1462 | 1550 | −88  |                                   |        | 79–110  | 81–89  | 87–101 | 85–71   | 79–94  | 90–88 | —      | 77–93  | 94–84   | 91–89   |
| 8   | Umana Reyer Venezia    | 18 | 8  | 10 | 1507 | 1538 | −31  |                                   | 75–81  | 81–97   | 91–95  | 108–92 | 79–64   | 106–96 | 57–75 | —      | 94–77  | 95–87   |         |
| 9   | Veolia Hamburg Towers  | 18 | 2  | 16 | 1478 | 1762 | −284 |                                   | 69–105 | 72–111  | 94–100 | 83–97  | 90–96   | 83–94  | 71–84 | 83–90  | —      | 83–114  |         |
| 10  | Olimpija Lubiana       | 18 | 1  | 17 | 1509 | 1660 | −151 |                                   | 77–93  | 80–95   | 85–92  | 83–90  | 87–88   | 83–88  | 78–86 | 93–104 | 83–86  | —       |         |

### Gruppo B
| Pos | Squadra                 | G  | V  | P  | PF   | PS   | DP   | Qualificazione                    |        | JLB   | CLU     | GCA    | ULM    | ARI    | TTA   | BUD   | TRE   | LIE     | SLW     |
| --- | ----------------------- | -- | -- | -- | ---- | ---- | ---- | --------------------------------- | ------ | ----- | ------- | ------ | ------ | ------ | ----- | ----- | ----- | ------- | ------- |
| 1   | Mincidelice JL Bourg    | 18 | 14 | 4  | 1486 | 1368 | +118 | Qualificate ai quarti di finale   |        | —     | 92–88   | 92–84  | 81–85  | 72–65  | 86–67 | 78–73 | 79–67 | 104–71  | 90–74   |
| 2   | U-BT Cluj-Napoca        | 18 | 13 | 5  | 1519 | 1461 | +58  | Qualificate ai quarti di finale   |        | 89–98 | —       | 70–92  | 86–75  | 90–74  | 80–71 | 89–74 | 88–83 | 120–111 | 80–76   |
| 3   | Dreamland Gran Canaria  | 18 | 12 | 6  | 1567 | 1408 | +159 | Qualificate agli ottavi di finale |        | 84–76 | 111–113 | —      | 111–82 | 93–65  | 73–83 | 97–70 | 76–98 | 88–77   | 81–77   |
| 4   | ratiopharm Ulm          | 18 | 10 | 8  | 1502 | 1522 | −20  | Qualificate agli ottavi di finale |        | 84–89 | 81–85   | 103–99 | —      | 66–86  | 79–85 | 84–67 | 80–70 | 99–74   | 108–103 |
| 5   | Aris Midea              | 18 | 9  | 9  | 1335 | 1334 | +1   | Qualificate agli ottavi di finale |        | 68–76 | 59–61   | 66–82  | 88–99  | —      | 68–66 | 76–75 | 84–77 | 69–60   | 93–71   |
| 6   | Türk Telekom            | 18 | 8  | 10 | 1433 | 1421 | +12  | Qualificate agli ottavi di finale |        | 64–68 | 95–84   | 69–82  | 78–91  | 85–95  | —     | 79–77 | 78–70 | 88–73   | 71–80   |
| 7   | Budućnost VOLI          | 18 | 8  | 10 | 1413 | 1443 | −30  |                                   |        | 78–74 | 77–79   | 90–77  | 80–84  | 63–65  | 73–96 | —     | 98–96 | 76–65   | 103–89  |
| 8   | Dolomiti Energia Trento | 18 | 7  | 11 | 1409 | 1485 | −76  |                                   | 72–79  | 60–98 | 73–87   | 83–85  | 69–67  | 101–96 | 78–97 | —     | 76–70 | 85–79   |         |
| 9   | 7bet Lietkabelis        | 18 | 7  | 11 | 1466 | 1544 | −78  |                                   | 100–96 | 92–87 | 84–92   | 94–90  | 84–74  | 93–86  | 81–83 | 92–93 | —     | 91–75   |         |
| 10  | Śląsk Wrocław           | 18 | 2  | 16 | 1371 | 1515 | −144 |                                   | 63–72  | 67–70 | 68–92   | 100–88 | 63–80  | 70–86  | 79–80 | 75–84 | 71–75 | —       |         |

## Play-off
Le partite degli ottavi e dei quarti di finale si sono giocate su gara secca. Come di consueto negli incontri della fase ad eliminazione diretta, la squadra con il miglior piazzamento nella regular season ha avuto il vantaggio di giocare in casa. La squadra vincente ha ottenuto il diritto a giocare la prossima stagione di Eurolega.

### Tabellone
|  | Ottavi di finale | Ottavi di finale  | Ottavi di finale |                   |    | Quarti di finale | Quarti di finale | Quarti di finale |  |    | Semifinali      | Semifinali | Semifinali |  |    | Finale | Finale | Finale |
|  |                  |                   |                  |                   |    |                  |                  |                  |  |    |                 |            |            |  |    |        |        |        |
|  |                  |                   |                  |                   |    |                  |                  |                  |  |    |                 |            |            |  |    |        |        |        |
|  |                  | 1A                | Paris            | 87                |    |                  |                  |                  |  |    |                 |            |            |  |    |        |        |        |
|  |                  |                   |                  | 87                |    |                  |                  |                  |  |    |                 |            |            |  |    |        |        |        |
|  |                  |                   | 5A               | Joventut Badalona | 70 |                  |                  |                  |  |    |                 |            |            |  |    |        |        |        |
|  | 4B               | Ulma              | 5A               | Joventut Badalona | 70 | 79               |                  |                  |  |    |                 |            |            |  |    |        |        |        |
|  | 4B               | Ulma              |                  |                   |    | 79               |                  |                  |  |    |                 |            |            |  |    |        |        |        |
|  | 5A               | Joventut Badalona | 88               |                   |    |                  |                  |                  |  |    |                 |            |            |  |    |        |        |        |
|  | 5A               | Joventut Badalona | 88               |                   |    |                  |                  |                  |  | 1A | Paris           | 2          |            |  |    |        |        |        |
|  |                  |                   |                  |                   |    |                  |                  |                  |  | 1A | Paris           | 2          |            |  |    |        |        |        |
|  |                  | 3A                | London Lions     | 0                 |    |                  |                  |                  |  |    |                 |            |            |  |    |        |        |        |
|  |                  | 3A                | London Lions     | 0                 |    |                  |                  |                  |  |    |                 |            |            |  |    |        |        |        |
|  |                  |                   |                  |                   |    |                  |                  |                  |  |    |                 |            |            |  |    |        |        |        |
|  |                  |                   |                  |                   |    |                  |                  |                  |  |    |                 |            |            |  |    |        |        |        |
|  |                  | 2B                | U Cluj           | 79                |    |                  |                  |                  |  |    |                 |            |            |  |    |        |        |        |
|  |                  |                   |                  | 79                |    |                  |                  |                  |  |    |                 |            |            |  |    |        |        |        |
|  |                  |                   | 3A               | London Lions      | 91 |                  |                  |                  |  |    |                 |            |            |  |    |        |        |        |
|  | 3A               | London Lions      | 3A               | London Lions      | 91 | 100              |                  |                  |  |    |                 |            |            |  |    |        |        |        |
|  | 3A               | London Lions      |                  |                   |    | 100              |                  |                  |  |    |                 |            |            |  |    |        |        |        |
|  | 6B               | Türk Telekom      | 77               |                   |    |                  |                  |                  |  |    |                 |            |            |  |    |        |        |        |
|  | 6B               | Türk Telekom      | 77               |                   |    |                  |                  |                  |  |    |                 |            |            |  | 1A | Paris  | 2      |        |
|  |                  |                   |                  |                   |    |                  |                  |                  |  |    |                 |            |            |  | 1A | Paris  | 2      |        |
|  |                  | 1B                | Bourg-en-Bresse  | 0                 |    |                  |                  |                  |  |    |                 |            |            |  |    |        |        |        |
|  |                  | 1B                | Bourg-en-Bresse  | 0                 |    |                  |                  |                  |  |    |                 |            |            |  |    |        |        |        |
|  |                  |                   |                  |                   |    |                  |                  |                  |  |    |                 |            |            |  |    |        |        |        |
|  |                  |                   |                  |                   |    |                  |                  |                  |  |    |                 |            |            |  |    |        |        |        |
|  |                  | 1B                | Bourg-en-Bresse  | 95                |    |                  |                  |                  |  |    |                 |            |            |  |    |        |        |        |
|  |                  |                   |                  | 95                |    |                  |                  |                  |  |    |                 |            |            |  |    |        |        |        |
|  |                  |                   | 4A               | Prometej          | 82 |                  |                  |                  |  |    |                 |            |            |  |    |        |        |        |
|  | A4               | Prometej          | 4A               | Prometej          | 82 | 95               |                  |                  |  |    |                 |            |            |  |    |        |        |        |
|  | A4               | Prometej          |                  |                   |    | 95               |                  |                  |  |    |                 |            |            |  |    |        |        |        |
|  | 5B               | Aris Salonicco    | 67               |                   |    |                  |                  |                  |  |    |                 |            |            |  |    |        |        |        |
|  | 5B               | Aris Salonicco    | 67               |                   |    |                  |                  |                  |  | 1B | Bourg-en-Bresse | 2          |            |  |    |        |        |        |
|  |                  |                   |                  |                   |    |                  |                  |                  |  | 1B | Bourg-en-Bresse | 2          |            |  |    |        |        |        |
|  |                  | 6A                | Beşiktaş         | 1                 |    |                  |                  |                  |  |    |                 |            |            |  |    |        |        |        |
|  |                  | 6A                | Beşiktaş         | 1                 |    |                  |                  |                  |  |    |                 |            |            |  |    |        |        |        |
|  |                  |                   |                  |                   |    |                  |                  |                  |  |    |                 |            |            |  |    |        |        |        |
|  |                  |                   |                  |                   |    |                  |                  |                  |  |    |                 |            |            |  |    |        |        |        |
|  |                  | 2A                | Hapoel Tel Aviv  | 89                |    |                  |                  |                  |  |    |                 |            |            |  |    |        |        |        |
|  |                  |                   |                  | 89                |    |                  |                  |                  |  |    |                 |            |            |  |    |        |        |        |
|  |                  |                   | 6A               | Beşiktaş          | 94 |                  |                  |                  |  |    |                 |            |            |  |    |        |        |        |
|  | 3B               | Gran Canaria      | 6A               | Beşiktaş          | 94 | 78               |                  |                  |  |    |                 |            |            |  |    |        |        |        |
|  | 3B               | Gran Canaria      |                  |                   |    | 78               |                  |                  |  |    |                 |            |            |  |    |        |        |        |
|  | 6A               | Beşiktaş          | 80               |                   |    |                  |                  |                  |  |    |                 |            |            |  |    |        |        |        |

### Semifinali
| Squadra 1            | Totale | Squadra 2         | Gara 1  | Gara 2  | Gara 3  |
| -------------------- | ------ | ----------------- | ------- | ------- | ------- |
| Paris Basketball     | 2 - 0  | London Lions      | 99 - 86 | 93 - 85 | -       |
| Mincidelice JL Bourg | 2 - 1  | Beşiktaş Emlakjet | 86 - 74 | 71 - 82 | 89 – 63 |

### Finale
| Squadra 1        | Totale | Squadra 2            | Gara 1  | Gara 2  | Gara 3 |
| ---------------- | ------ | -------------------- | ------- | ------- | ------ |
| Paris Basketball | 2 - 0  | Mincidelice JL Bourg | 77 - 64 | 89 - 81 | -      |

| Arbitri: | Damir Javor Jordi Aliaga Sérgio Silva |

|               |            |                   |
| Shorts 15     | Punti      | 11 Risacher       |
| Shorts 4      | Assist     | 4 Benitez         |
| Kessens 7     | Rimbalzi   | 5 Brown, Massa    |
| Tuomas Iisalo | Allenatori | Frédéric Fauthoux |

| Quintetto titolare | Quintetto titolare | Quintetto titolare | Pt | Rim | Ass |
| ------------------ | ------------------ | ------------------ | -- | --- | --- |
| P                  | 0                  | T.J. Shorts        | 15 | 3   | 4   |
| AP                 | 3                  | Tyson Ward         | 0  | 2   | 0   |
| G                  | 7                  | Sebastián Herrera  | 11 | 3   | 0   |
| C                  | 8                  | Leon Kratzer       | 7  | 4   | 0   |
| AG                 | 20                 | Mikael Jantunen    | 3  | 3   | 2   |
| Panchina:          |                    |                    |    |     |     |
| A                  | 1                  | Collin Malcolm     | 6  | 4   | 1   |
| P                  | 2                  | Nadir Hifi         | 13 | 0   | 0   |
| AG                 | 5                  | Bandja Sy          | 2  | 0   | 0   |
| C                  | 6                  | Michael Kessens    | 4  | 7   | 1   |
| A                  | 9                  | Gauthier Denis     | 0  | 0   | 0   |
| P                  | 10                 | Mehdy Ngouama      | 7  | 0   | 3   |
| GA                 | 23                 | Justin Simon       | 9  | 2   | 0   |
| Allenatore:        |                    |                    |    |     |     |
| Tuomas Iisalo      |                    |                    |    |     |     |

| Paris |  | Bourg-en-Bresse |

| Paris         | Statistiche        | JL Bourg      |
| ------------- | ------------------ | ------------- |
|               | Statistiche        |               |
| 18/33 (54.5%) | Tiro da 2          | 19/36 (52.8%) |
| 8/27 (29.6%)  | Tiro da 3          | 4/24 (16.7%)  |
| 17/22 (77.3%) | Tiri liberi        | 14/17 (82.4%) |
| 11            | Rimbalzi offensivi | 16            |
| 22            | Rimbalzi difensivi | 26            |
| 33            | Rimbalzi totali    | 42            |
| 11            | Assist             | 14            |
| 13            | Palle perse        | 19            |
| 10            | Palle rubate       | 5             |
| 5             | Stoppate           | 3             |
| 23            | Falli              | 23            |

| Quintetto titolare | Quintetto titolare | Quintetto titolare | Pt   | Rim  | Ass  |
| ------------------ | ------------------ | ------------------ | ---- | ---- | ---- |
| P                  | 1                  | JeQuan Lewis       | 10   | 3    | 2    |
| AP                 | 10                 | Zaccharie Risacher | 11   | 4    | 1    |
| G                  | 20                 | Jeremy Morgan      | 2    | 0    | 1    |
| AG                 | 24                 | Isiaha Mike        | 9    | 4    | 2    |
| C                  | 34                 | Kevin Kokila       | 3    | 4    | 1    |
| Panchina:          |                    |                    |      |      |      |
| G                  | 2                  | Bryce Brown        | 9    | 5    | 0    |
| AG                 | 3                  | Maksim Salaš       | 0    | 4    | 1    |
| P                  | 5                  | Hugo Benitez       | 5    | 2    | 4    |
| A                  | 7                  | Maxime Courby      | n.e. | n.e. | n.e. |
| C                  | 11                 | Bodian Massa       | 4    | 5    | 0    |
| P                  | 22                 | E.J. Rowland       | 2    | 1    | 2    |
| P                  | 61                 | Axel Julien        | 9    | 2    | 0    |
| Allenatore:        |                    |                    |      |      |      |
| Frédéric Fauthoux  |                    |                    |      |      |      |

| Arbitri: | Borys Ryzhyk Carlos Cortes Kristapas Konstantinovs |

|                   |            |                   |
| Mike 16           | Punti      | 22 Shorts         |
| Lewis 8           | Assist     | 5 Shorts          |
| Mike 6            | Rimbalzi   | 6 Kratzer, Shorts |
| Frédéric Fauthoux | Allenatori | Tuomas Iisalo     |

| Quintetto titolare | Quintetto titolare | Quintetto titolare | Pt | Rim | Ass |
| ------------------ | ------------------ | ------------------ | -- | --- | --- |
| P                  | 1                  | JeQuan Lewis       | 6  | 4   | 8   |
| AP                 | 10                 | Zaccharie Risacher | 2  | 1   | 1   |
| G                  | 20                 | Jeremy Morgan      | 14 | 1   | 0   |
| AG                 | 24                 | Isiaha Mike        | 16 | 6   | 1   |
| C                  | 34                 | Kevin Kokila       | 2  | 5   | 0   |
| Panchina:          |                    |                    |    |     |     |
| G                  | 2                  | Bryce Brown        | 2  | 2   | 2   |
| AG                 | 3                  | Maksim Salaš       | 5  | 1   | 1   |
| P                  | 5                  | Hugo Benitez       | 11 | 1   | 4   |
| A                  | 7                  | Maxime Courby      | 0  | 0   | 0   |
| C                  | 11                 | Bodian Massa       | 12 | 3   | 0   |
| P                  | 22                 | E.J. Rowland       | 0  | 0   | 0   |
| P                  | 61                 | Axel Julien        | 11 | 1   | 4   |
| Allenatore:        |                    |                    |    |     |     |
| Frédéric Fauthoux  |                    |                    |    |     |     |

| Bourg-en-Bresse |  | Paris |

| JL Bourg      | Statistiche        | Paris         |
| ------------- | ------------------ | ------------- |
|               | Statistiche        |               |
| 22/37 (59.5%) | Tiro da 2          | 19/35 (54.3%) |
| 10/25 (40.0%) | Tiro da 3          | 11/27 (40.7%) |
| 7/11 (63.6%)  | Tiri liberi        | 18/26 (69.2%) |
| 8             | Rimbalzi offensivi | 14            |
| 20            | Rimbalzi difensivi | 24            |
| 28            | Rimbalzi totali    | 38            |
| 21            | Assist             | 19            |
| 12            | Palle perse        | 13            |
| 6             | Palle rubate       | 6             |
| 3             | Stoppate           | 2             |
| 24            | Falli              | 19            |

| Quintetto titolare | Quintetto titolare | Quintetto titolare | Pt   | Rim  | Ass  |
| ------------------ | ------------------ | ------------------ | ---- | ---- | ---- |
| P                  | 0                  | T.J. Shorts        | 22   | 6    | 5    |
| AP                 | 3                  | Tyson Ward         | 10   | 4    | 1    |
| G                  | 7                  | Sebastián Herrera  | 7    | 2    | 1    |
| C                  | 8                  | Leon Kratzer       | 4    | 6    | 1    |
| AG                 | 20                 | Mikael Jantunen    | 15   | 1    | 3    |
| Panchina:          |                    |                    |      |      |      |
| A                  | 1                  | Collin Malcolm     | 5    | 4    | 1    |
| P                  | 2                  | Nadir Hifi         | 14   | 1    | 3    |
| AG                 | 5                  | Bandja Sy          | 0    | 0    | 0    |
| C                  | 6                  | Michael Kessens    | 2    | 2    | 1    |
| A                  | 9                  | Gauthier Denis     | n.e. | n.e. | n.e. |
| P                  | 10                 | Mehdy Ngouama      | 2    | 3    | 1    |
| GA                 | 23                 | Justin Simon       | 8    | 5    | 2    |
| Allenatore:        |                    |                    |      |      |      |
| Tuomas Iisalo      |                    |                    |      |      |      |

| Vincitrice EuroCup 2023-2024 |
| ---------------------------- |
| Paris 1º titolo              |

## Premi

### Riconoscimenti individuali
| Riconoscimento            | Giocatore          | Squadra            | Note  |
| ------------------------- | ------------------ | ------------------ | ----- |
| Eurocup MVP               | T.J. Shorts        | Paris Basketball   | [ 2 ] |
| Eurocup Finals MVP        | T.J. Shorts        | Paris Basketball   | [ 3 ] |
| Eurocup Rising Star       | Zaccharie Risacher | JL Bourg-en-Bresse | [ 4 ] |
| Eurocup Coach of the Year | Tuomas Iisalo      | Paris Basketball   | [ 5 ] |

### Quintetti ideali
| All-Eurocup First Team 2023-2024 | All-Eurocup First Team 2023-2024 | All-Eurocup Second Team 2023-2024 | All-Eurocup Second Team 2023-2024 |
| -------------------------------- | -------------------------------- | --------------------------------- | --------------------------------- |
| T.J. Shorts                      | Paris Basketball                 | Andrés Feliz                      | Joventut Badalona                 |
| Matt Morgan                      | London Lions                     | Nadir Hifi                        | Paris Basketball                  |
| Isiaha Mike                      | JL Bourg-en-Bresse               | Patrick Richard                   | U-BT Cluj-Napoca                  |
| Gabriel Olaseni                  | London Lions                     | Deividas Sirvydis                 | Lietkabelis                       |
| Trevion Williams                 | Ratiopharm Ulm                   | Emanuel Cățe                      | U-BT Cluj-Napoca                  |

### MVP di giornata
Regular season
| Giornata | Giocatore            | Squadra           | PIR | Ref.   |
| -------- | -------------------- | ----------------- | --- | ------ |
| 1        | T.J. Shorts          | Paris             | 31  | [ 8 ]  |
| 2        | Matt Morgan          | London Lions      | 29  | [ 9 ]  |
| 3        | Vladimír Brodziansky | Joventut Badalona | 31  | [ 10 ] |
| 3        | Trevion Williams     | Ulma              | 31  | [ 10 ] |
| 4        | Tre'Shawn Thurman    | Wolves            | 37  | [ 11 ] |
| 5        | Andrew Andrews       | Joventut Badalona | 42  |        |
| 6        | Rasheed Sulaimon     | Wolves            | 36  |        |
| 7        | Karel Guzmán         | U Cluj            | 34  |        |
| 8        | Xavier Munford       | Hapoel Tel Aviv   | 35  |        |
| 9        | Conor Morgan         | London Lions      | 36  |        |
| 10       | Matt Morgan (2)      | London Lions      | 32  |        |
| 10       | T.J. Shorts (2)      | Paris             | 32  |        |
| 11       | Ondřej Balvín        | Prometej          | 28  |        |
| 12       | T.J. Shorts (3)      | Paris             | 37  |        |
| 13       | Tyrone Wallace       | Türk Telekom      | 39  |        |
| 14       | Kyle Wiltjer         | Reyer Venezia     | 39  |        |
| 15       | Ángel Delgado        | Beşiktaş          | 36  |        |
| 16       | Tyrone Wallace (2)   | Türk Telekom      | 39  |        |
| 17       | Emanuel Cățe         | U Cluj            | 38  |        |
| 18       | Marco Spissu         | Reyer Venezia     | 29  |        |

### Playoff
| Giornata         | Giocatore       | Squadra           | PIR  | Ref. |
| ---------------- | --------------- | ----------------- | ---- | ---- |
| Ottavi di finale | Andrés Feliz    | Joventut Badalona | 36   |      |
| Quarti di finale | T.J. Shorts (4) | Paris             | 28   |      |
| Semifinali       | T.J. Shorts (5) | Paris             | 28.5 |      |